# Теребетово
Теребетово — деревня в Лотошинском районе Московской области России.
Относится к Ошейкинскому сельскому поселению, до реформы 2006 года относилась к Ошейкинскому сельскому округу. По данным Всероссийской переписи 2010 года численность постоянного населения деревни составила 4 человека (3 мужчин, 1 женщина).

## География
Расположена на правом берегу реки Лоби, примерно в 7 км к северо-востоку от районного центра — посёлка городского типа Лотошино. Ближайшие населённые пункты — деревня Круглово и село Званово.

## Исторические сведения
До 1929 года входила в состав Ошейкинской волости 2-го стана Волоколамского уезда Московской губернии.
По сведениям 1859 года в деревне было 23 двора, проживало 166 человек (84 мужчины и 82 женщины), по данным на 1890 год число душ мужского пола деревни составляло 83.
По материалам Всесоюзной переписи населения 1926 года в деревне проживало 228 человек (95 мужчин и 133 женщины), насчитывалось 46 крестьянских хозяйств.
В Теребетово находится братская могила советских воинов, погибших в бою у деревни в 1942 году, во время Великой Отечественной войны 1941—1945 гг.

## Население
| 1852 | 1859 | 1926 | 2002 | 2006 | 2010 |
| ---- | ---- | ---- | ---- | ---- | ---- |
| 173  | ↘166 | ↗228 | ↘1   | ↗5   | ↘4   |